# Austrochrysa abnormis
Austrochrysa abnormis är en insektsart som först beskrevs av Albarda 1881.  Austrochrysa abnormis ingår i släktet Austrochrysa och familjen guldögonsländor.

## Underarter
Arten delas in i följande underarter:
- A. a. javanensis
- A. a. abnormis